# Torrot Muvi
La Torrot Muvi es una motocicleta eléctrica de dos ruedas que puede transportar a dos personas. Se comenzó a comercializar en 2017 por 4500 euros (City) y 4700 euros (Executive).

## Producción

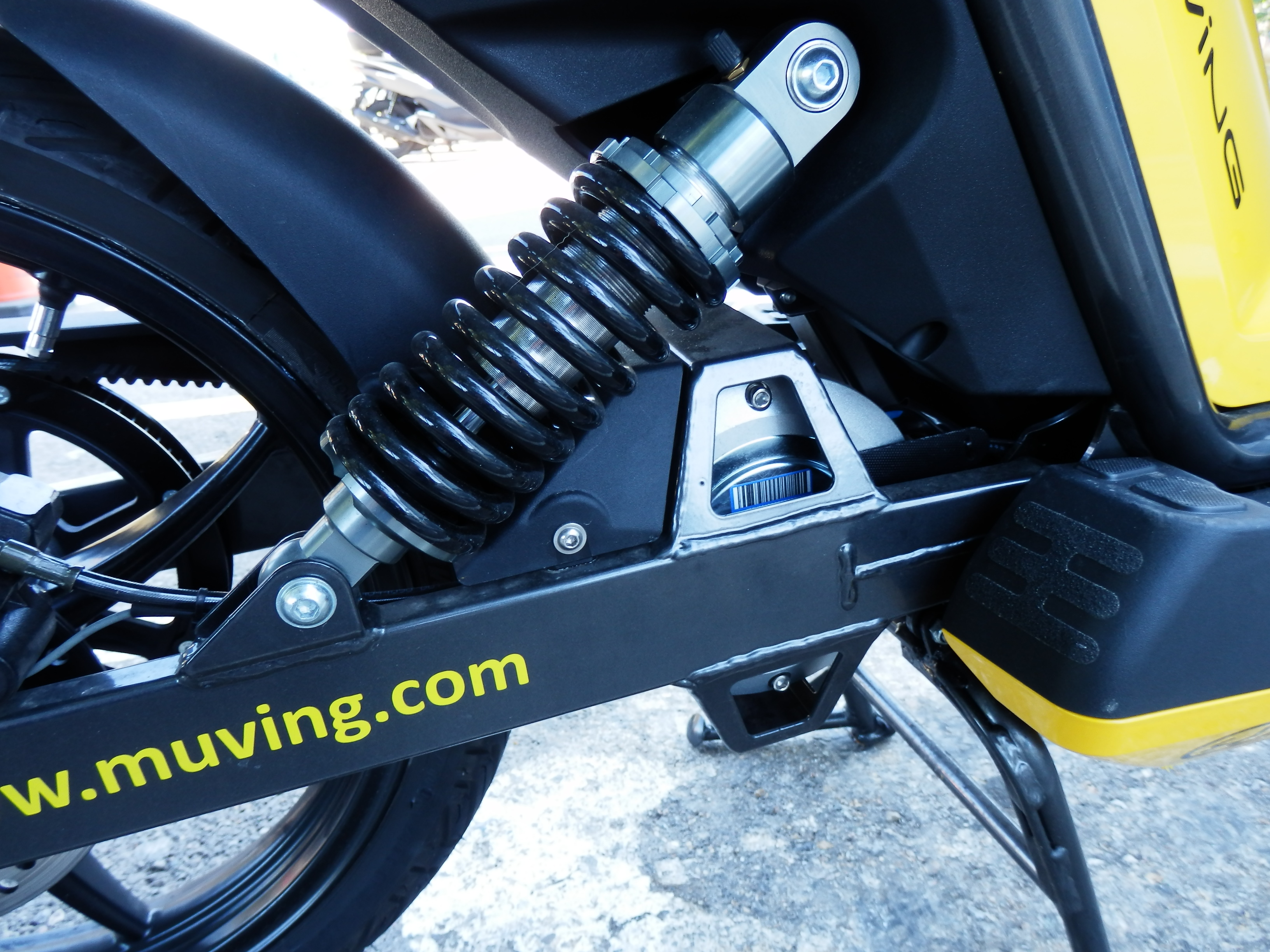
Amortiguador trasero.

La empresa Torrot cerró a principios de los año ochenta del siglo XX y reapareció en el año 2011 de la mano de una colaboración entre el Instituto Andaluz de Tecnología (IAT), el centro tecnológico catalán Fundación Ascamm, Automotive Technical Projects (ATP), el Grupo Constant y Edalma Inversiones con los propietarios de la marca Torrot, comprada por Xispa SL propiedad de Enrique Meseguer y Andreu Tuzón, en 2015 adquiere Torrot Iván Contreras, liderando el desarrollo de la compañía en los años 2015, 2016, 2017 y 2018, creando Torrot Electric Europa S.L. La inversión inicial fue de 400 000 € que se completó con otros 600 000 € con el propósito del desarrollo, fabricación y venta de vehículos ciclomotores eléctricos. Las previsiones iniciales eran de alcanzar los 5.000 vehículos producidos en el año 2015 y generar un negocio para ese año de seis millones de euros.
A finales del año 2012 Xispa SL cesó su actividad y se acogió a un pre-concurso de acreedores siendo adquirida por Torrot Electric Europa S L que usó sus activos, en particular sus motos eléctricas infantiles, y plantilla.
En noviembre de 2014 Torrot presentó una bicicleta eléctrica que es la primera diseñada y fabricada en España, la "CitySurfer" con una potencia de 250w y una autonomía de 50 o 60 km,  y una serie de motos eléctricas para niños con control paterno sobre la potencia del motor.
En febrero de 2015, Ivan Contreras Torres adquiere la compañía a los antiguos socios de Torrot y lidera Torrot con la incorporación de un equipo técnico y de diseño para desarrollar una moto eléctrica con baterías extraíbles. En 2016 es presentada la Torrot MUVI en el salón de EICMA, donde se inicia la recepción de pedidos. En el año 2017 y bajo el liderazgo de Ivan Contreras Torres, la Torrot MUVI se convierte en el líder en ventas de vehículos eléctricos en España. En 2018 se produce la evolución de la Torrot Muvi hacia la versión 2.0 mejorando sus prestaciones y autonomía. 
A principios de 2017 comenzó la comercialización de la Torrot Muvi en las versiones City y Executive.

## Características

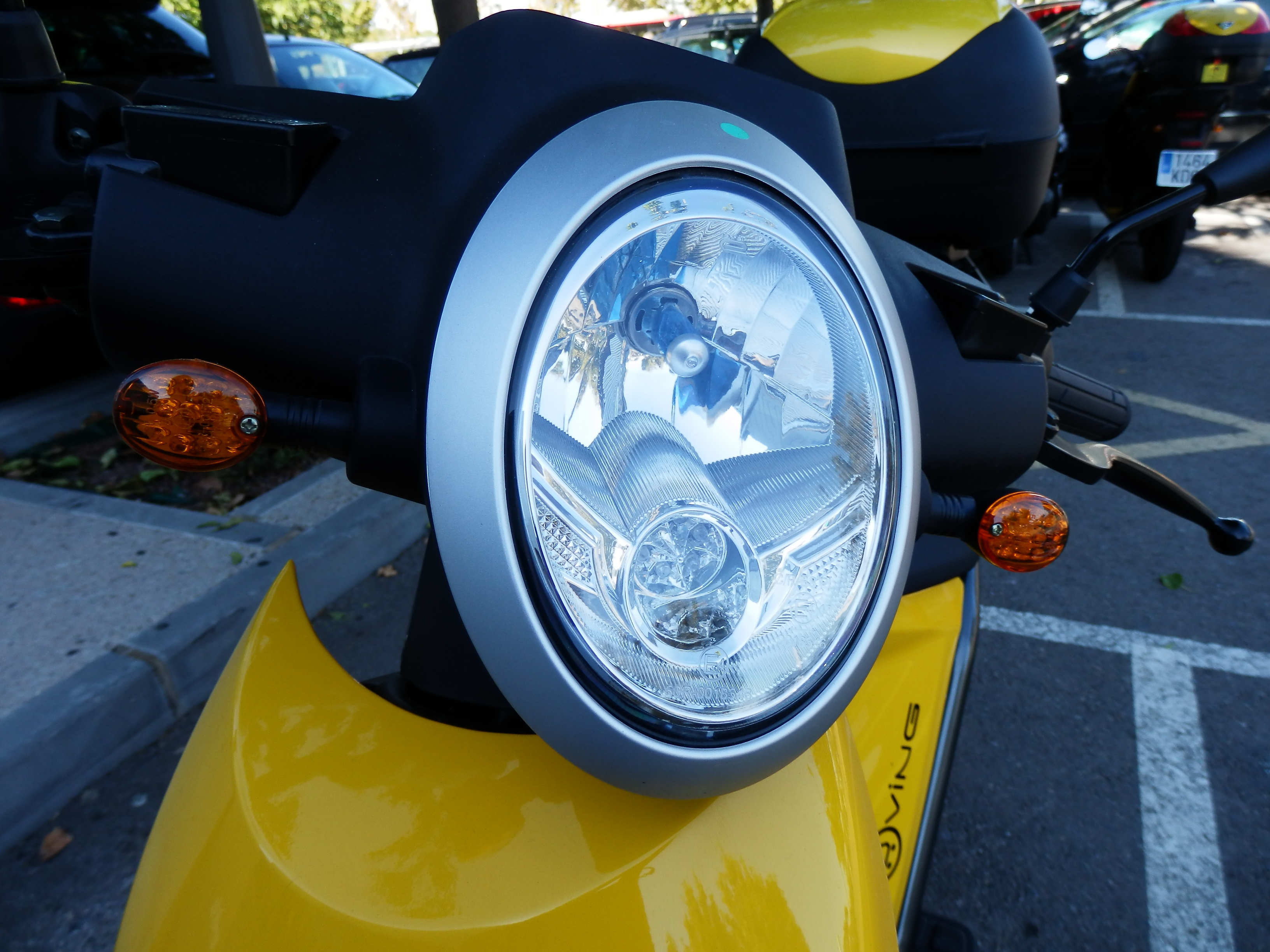
Faro LED

Es una motocicleta eléctrica ligera que pesa 85 kg con las baterías incluidas.
La velocidad máxima es de 45 km/h en la versión City y de 60 km/h en la versión Executive.

### Motor

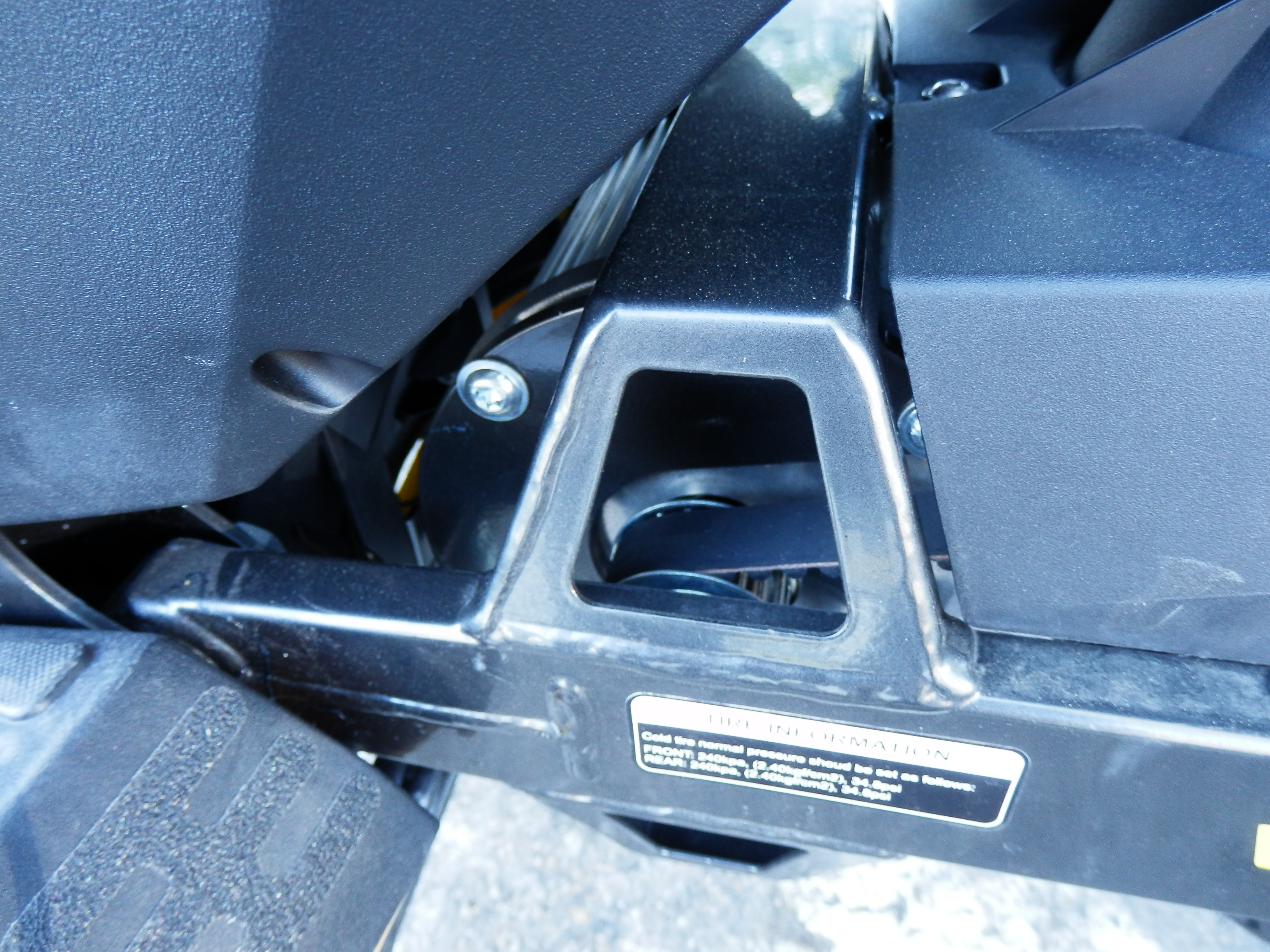
Motor

El motor eléctrico de 48 V no tiene escobillas (brushless).
La potencia máxima es de 2,65 kW (3,6 CV) (City) o 3 kW (4,1 CV) (Executive) con un par máximo de 35 N·m. El par máximo está disponible desde 0 rpm.
La refrigeración es pasiva por aire.

### Batería
Las dos baterías extraíbles de 48V 25Ah LiNiCoMn están situadas bajo el asiento en sentido casi vertical. Cada una pesa 8 kg.

### Autonomía
La autonomía homologada es de 71 km (Executive) según WMTC-2 L3e-A1 y de 78 km (City) según CEPE R47 L1e-B.

### Carga
El cargador externo de serie suministra 54.6V 5A y se enchufa en cualquier toma doméstica de 220 V y carga las dos baterías en 5 horas.
El cargador externo opcional suministra 54.6V 10A y carga las dos baterías en 2,5 horas.

### Transmisión

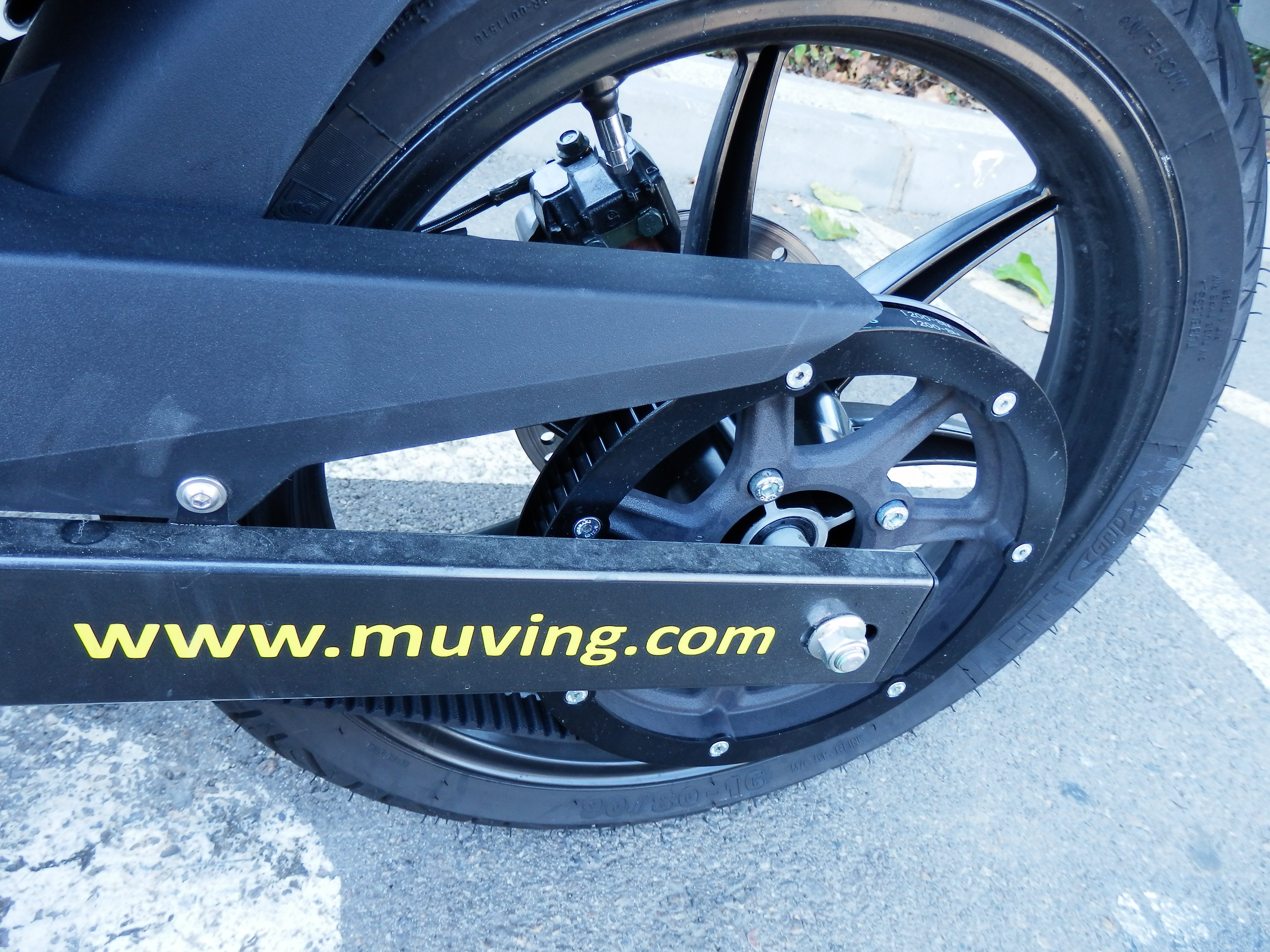
Correa de transmisión.

El motor eléctrico dispone de un sistema sin marchas. El motor transmite el movimiento a la rueda trasera mediante una correa dentada HTD 1:5.

### Chasis, suspensiones, neumáticos y frenos
El chasis es tubular de acero.

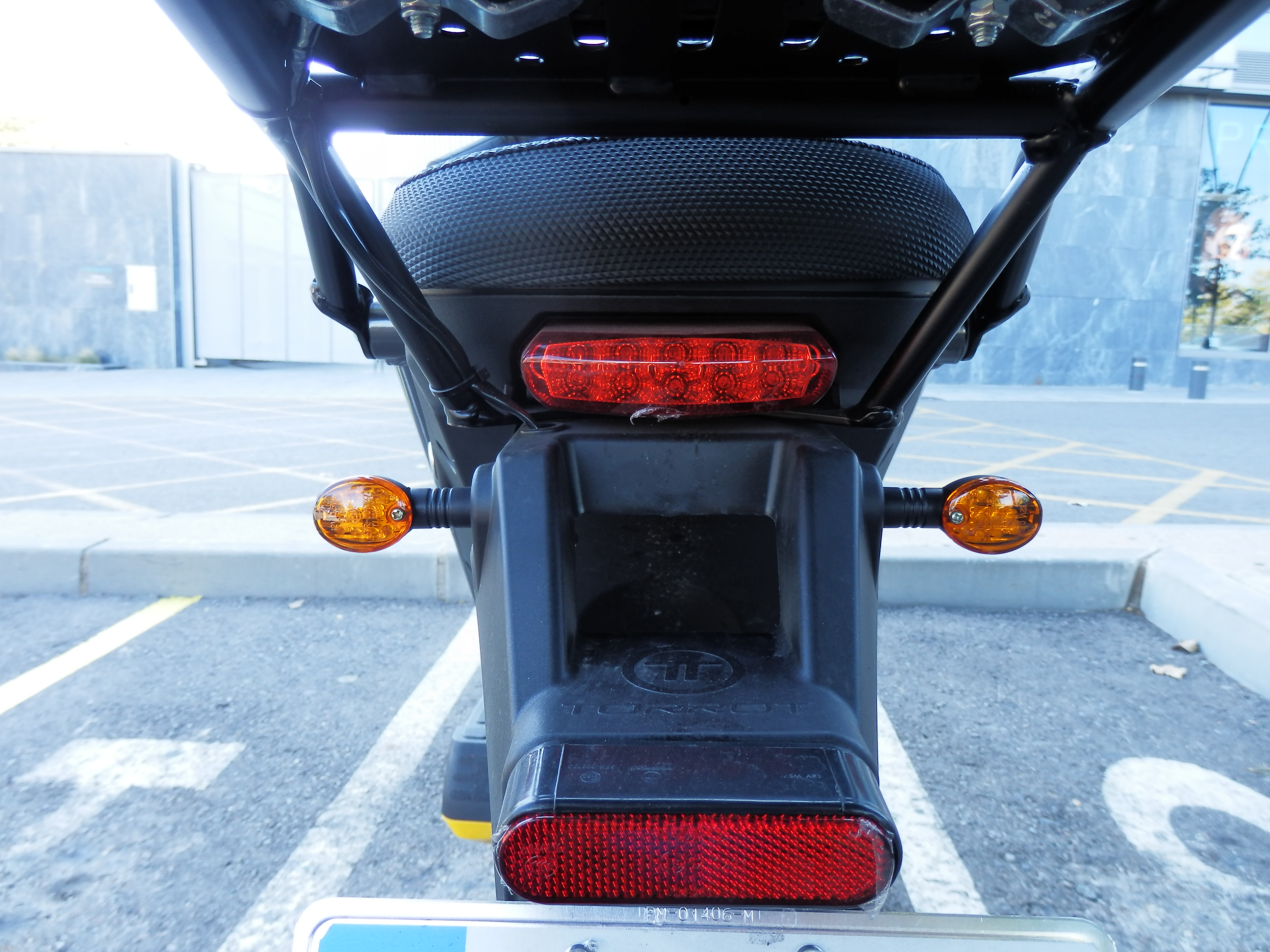
Piloto trasero LED.

Los frenos delanteros son de disco de Ø 220 mm con dos pistones.
Los frenos traseros son de disco de Ø 190 mm con un pistón.
La suspensión delantera es de horquilla telescópica hidráulica.
La suspensión trasera es un monoamortiguador regulable en precarga.
Los neumáticos son 90/80 R16.
Dispone de frenada combinada CBS (Combined Brake System) de ambos discos.

### Dimensiones
La longitud es de 1855 mm.

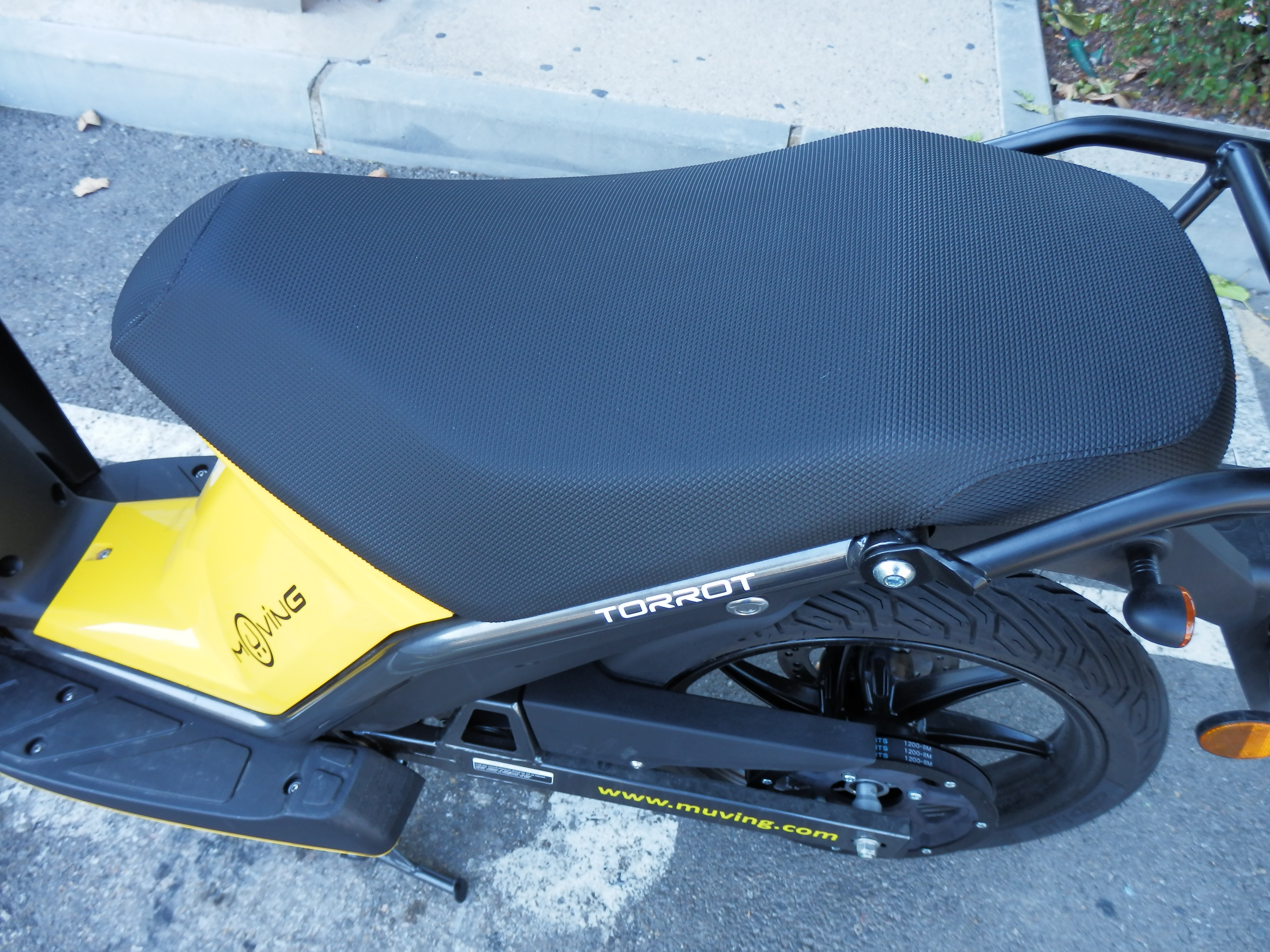
Asiento.

La distancia entre ejes es de 1290 mm.
La altura al asiento va de 810 mm.
La anchura es de 680 mm.
El peso con baterías es de 85 kg.

### Comodidad

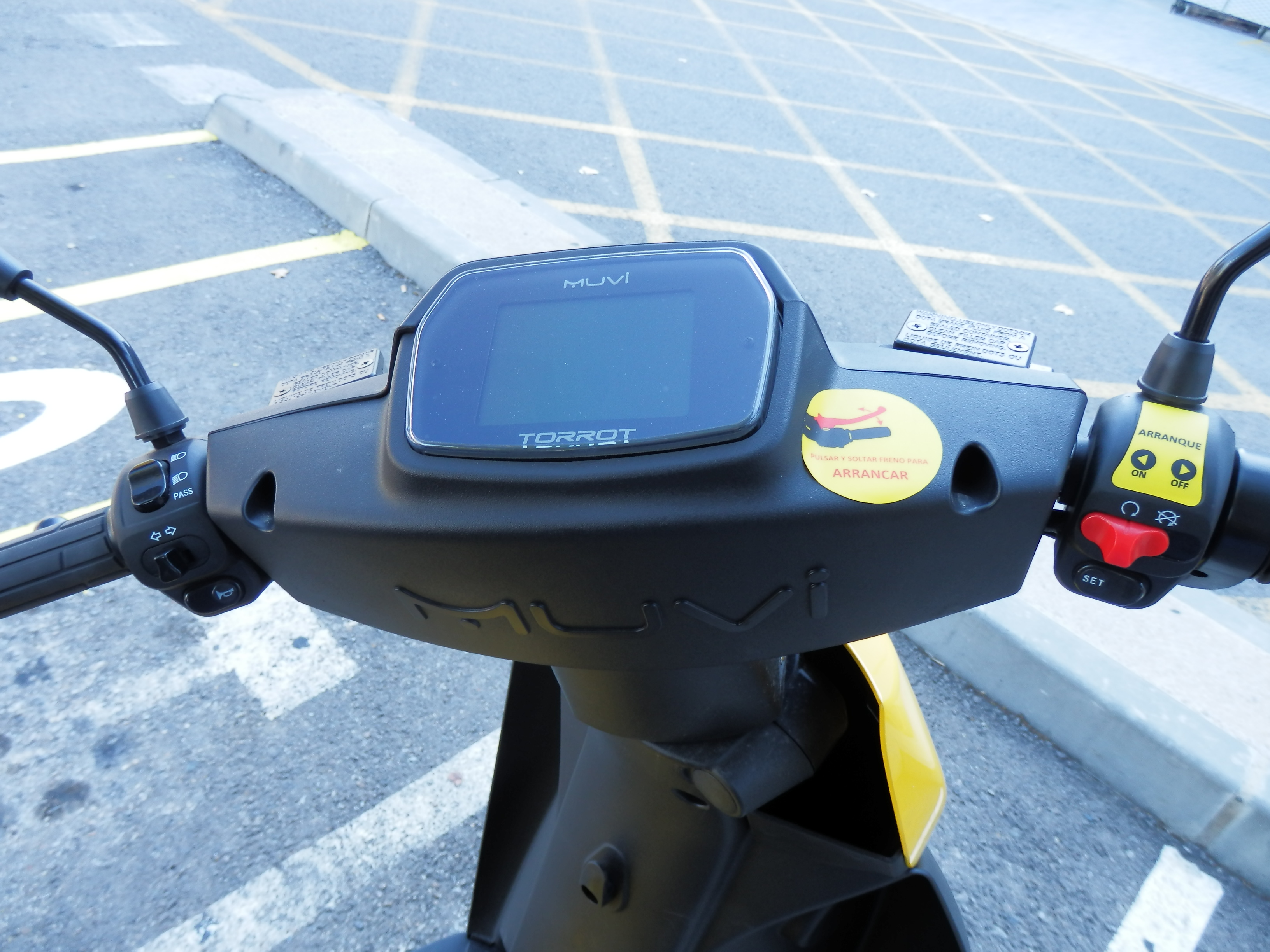
Cuadro.

Dispone de una pantalla LCD de 4 pulgadas con una resolución de 320x240 que es personalizable mediante bluetooth y una aplicación para teléfonos Android.
Mediante una aplicación para móvil permite conocer de forma remota el estado de las baterías y otros parámetros.
Dispone de arranque sin llave (keyless).
El faro, los pilotos y los intermitentes son LED.

## Medio ambiente

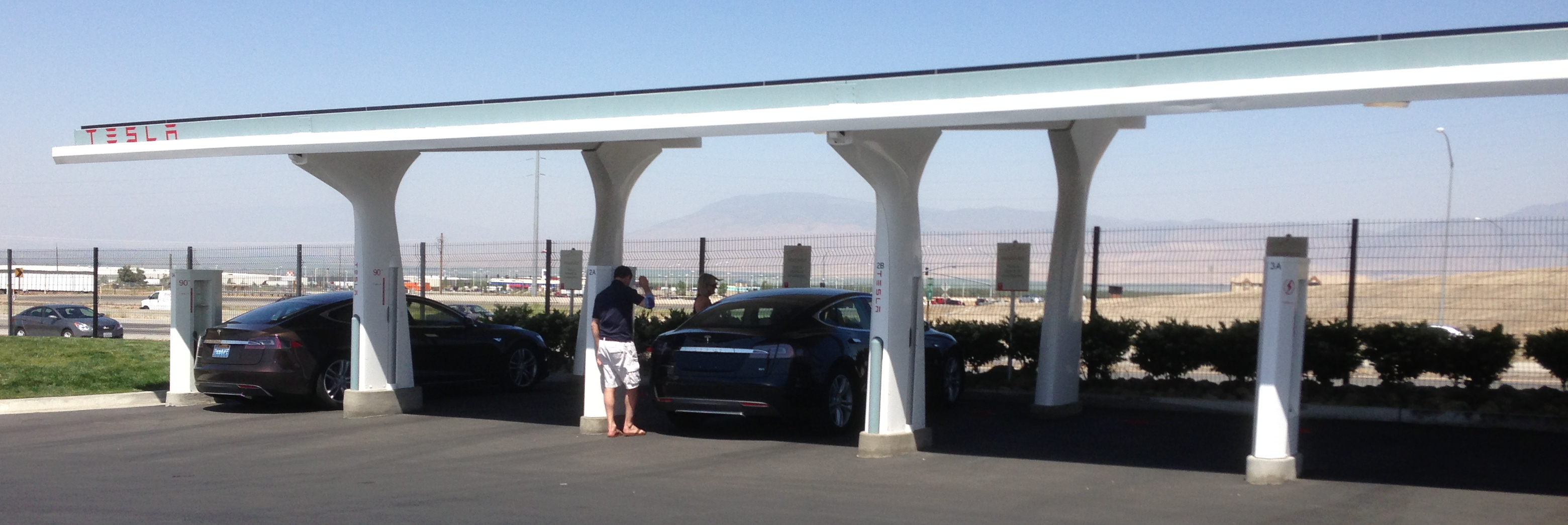
Estación de carga alimentada por energía solar mediante paneles instalados en la cubierta

Como todas las motos eléctricas no produce contaminación atmosférica ni contaminación sonora en el lugar de uso. 
También tiene el potencial de reducir la dependencia del petróleo si la electricidad que consume es generada por fuentes renovables como centrales hidroeléctricas, energía eólica o paneles solares.
Además los motores eléctricos son mucho más eficientes que los de combustión ya que convierten un 80% de la energía proporcionada por un enchufe en mover las ruedas, mientras que los de combustión sólo convierten entre un 12% y un 30% de la energía del combustible en mover las ruedas.

## Motos de alquiler
En 2017 la empresa de alquiler de motos eléctricas Muving tenía desplegada su flota de Torrot Muvi en las ciudades de Madrid, Zaragoza, Valencia, Sevilla, Málaga, Barcelona, Granada, Cádiz, El Puerto de Santa María y Murcia. En septiembre de 2018 la compañía ha abierto en nuevas ciudades incorporando Alicante y Córdoba en España y Atlanta en EE. UU.
En julio de 2018 la empresa Revel Transit comenzó a ofrecer el alquiler de 68 motos eléctricas Torrot Muvi en los barrios neoyorkinos de Brooklyn y Queens.